# 1879

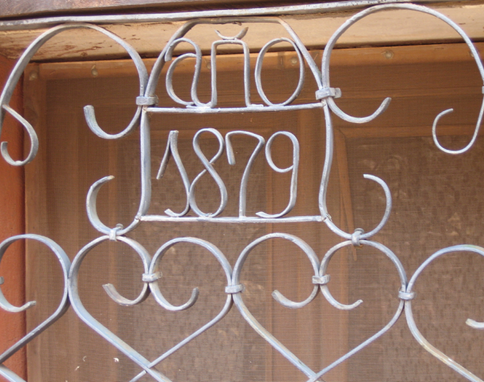
1879 escrito em uma grade de ferro

- Wikisource

| Calendário gregoriano                                                        | 1879 MDCCCLXXIX                     |
| Ab urbe condita                                                              | 2632                                |
| Calendário arménio                                                           | 1328 – 1329                         |
| Calendário bahá'í                                                            | 35 – 36                             |
| Calendário budista                                                           | 2423                                |
| Calendário chinês                                                            | 4575 – 4576 Início a 22 de janeiro  |
| Calendário copta                                                             | 1595 – 1596                         |
| Calendário etíope                                                            | 1871 – 1872                         |
| Calendários hindus - Vikram Samvat - Calendário nacional indiano - Cáli Iuga | 1934 – 1935 1800 – 1801 4979 – 4980 |
| Calendário Holoceno                                                          | 11879                               |
| Calendário islâmico                                                          | 1296 – 1297                         |
| Calendário judaico                                                           | 5639 – 5640                         |
| Calendário persa                                                             | 1257 – 1258 Início a 21 de março    |
| Calendário rúnico                                                            | 2129                                |
| Calendário solar tailandês                                                   | 2422                                |

1879 (MDCCCLXXIX, na numeração romana) foi um ano comum do século XIX do actual Calendário Gregoriano, da Era de Cristo, e a sua letra dominical foi E (52 semanas), teve início a uma quarta-feira e terminou também a uma quarta-feira.
| Ano completo                        |
| ----------------------------------- |
| Ano comum com início à quarta-feira |

## Eventos
- Fundação da General Electric Company por Thomas Edison
- James Ritty inventa a Caixa registradora.
- Lars Fredrick Nilson descobre o elemento Escândio.
- Lecoq de Boisbaudran descobre o elemento químico Samário.
- Theodor Cleve descobre o elemento químico Túlio.
- Fundação da marca sueca de vodka Absolut.
- Início da Guerra do Pacífico (século XIX) confrontando o Chile às forças de Peru e Bolívia.
- Maior nevasca já registrada no Brasil, em Vacaria, Rio Grande do Sul, chegando a 2 metros de espessura.
- Fim do 2º reinado de Kitsep Dorji Namgyal, Desi Druk do Reino do Butão, reinou desde 1878.
- É publicada pelos Estudantes da Bíblia a 1ª edição da atual revista religiosa "A Sentinela Anunciando o Reino de Jeová" (em inglês), publicada em Julho com o nome de Zion's Watch Tower and Herald of Christ's Presence (A Torre de Vigia de Sião e Arauto da Presença de Cristo).
- Elevação a freguesia do povoado das Cinco Ribeiras, concelho de Angra do Heroísmo.
- É edificado nas Cinco Ribeiras, Angra do Heroísmo, a primeira escola pública destinada ao sexo masculino.
- É inaugurado o primeiro laboratório experimental de Psicologia em Leipzig na Alemanha, dando início a esta ciência.

### Fevereiro
- 1 de Fevereiro - 1° número do jornal Tribune de Genève
- 8 de fevereiro - Elevação a paróquia da freguesia das Cinco Ribeiras, concelho de Angra do Heroísmo, sobe a evocação de Nossa Senhora do Pilar.

### Março
- Início do reinado de Chogyal Zangpo, Desi Druk do Reino do Butão, reinou até 1880.

### Maio
- 16 de maio – É rezada a primeira missa na Ermida de São José do Toledo, cuja construção se iniciou em 13 de junho de 1876 por iniciativa do Dr. José Pereira da Cunha da Silveira e Sousa.

### Abril
- 02 de abril - Araras é elevada a categoria de Município.

### Julho
- 1 de julho — Charles Taze Russell publica a primeira edição da revista religiosa A Sentinela.

## Nascimentos
- 17 de janeiro - Felipe Segundo Guzmán, presidente da Bolívia de 1925 a 1926 (m. 1932).
- 8 de março - Otto Hahn, químico alemão (m. 1968).
- 14 de Março - Albert Einstein, físico alemão (m. 1955)[1]
- 26 de Abril - Owen Willans Richardson, físico britânico, Nobel de Física em 1928 (m. 1959)
- 1 de Julho — Léon Jouhaux, sindicalista francês (m. 1954).
- 9 de Julho - Carlos Chagas, médico e cientista brasileiro. (m. 1934)
- 8 de Agosto - Emiliano Zapata, revolucionário mexicano, no seio de uma família de camponeses (m. 1919)
- 22 de Agosto - Carlos Amaro, poeta, dramaturgo, jornalista e político republicano português (m. 1946)
- 4 de Novembro - Joaquim Américo Guimarães, fundador e primeiro presidente do International Foot-Ball Club, idealizador da primeira praça esportiva do estado do Paraná (m. 1917)
- 18 de Dezembro - Paul Klee, pintor suíço (m. 1940)
- 25 de Dezembro - Afonso Pena Júnior, advogado, professor, político e ensaísta brasileiro (m. 1968)
- 29 de dezembro - Clodomir Cardoso-   Jurista, escritor, jornalista e político brasileiro, (m. 1953)
- Henry Wallon - escritor, pedagogo, psicólogo e pesquisador francês (m. 1962)
- Thami El Glaoui - Chefe tribal e senhor feudal de Marrocos, paxá de Marraquexe (m. 1956)

## Mortes
- 10 de fevereiro — Honoré Daumier, pintor e caricaturista francês. (n. 1808)
- 16 de fevereiro — Émile Prisse d'Avennes, orientalista francês (n. 1807)
- 3 de abril — Tomás José da Anunciação, pintor português da época do romantismo (n. 1818)
- 19 de julho — Louis Favre, engenheiro Suíço (n. 1826)
- 13 de outubro — Henry Charles Carey, economista norte-americano (n. 1793).
- 5 de novembro — James Clerk Maxwell, físico britânico (n. 1831)
- 6 de novembro — James Fazy, político genebrino fundador do partido radical suíço (n. 1794).
- 30 de dezembro — Manuel de Araújo, pintor, jornalista, político e escritor brasileiro (n. 1806).

## Por tema
- 1879 na arte
- 1879 no Brasil
- 1879 na ciência
- 1879 no desporto
- 1879 na literatura
- 1879 na música